# Heterotropus apertus
Heterotropus apertus är en tvåvingeart som beskrevs av Greathead 2000. Heterotropus apertus ingår i släktet Heterotropus och familjen svävflugor.
Artens utbredningsområde är Namibia. Inga underarter finns listade i Catalogue of Life.